# Der Name des Windes
Der Name des Windes ist ein ursprünglich als Einzelband ausgelegter Fantasyroman des amerikanischen Schriftstellers Patrick Rothfuss aus dem Jahr 2007 (deutsche Erstauflage 2008). Der Roman ist der erste Band der Königsmörder-Chronik.

## Inhaltsangabe
Der Gastwirt Kote rettet einen Schreiber, der "Chronist" genannt wird, vor einem Angriff spinnenähnlicher Dämonen, genannt Skraels. Der Chronist findet heraus, dass es sich bei Kote in Wahrheit um den sagenumwobenen Helden Kvothe handelt, einen berühmten Musiker, Magier und Schwertkämpfer. Nach einigem Zögern gestattet Kvothe dem Chronisten, seine Lebensgeschichte aufzuschreiben. Die Erzählung soll drei Tage in Anspruch nehmen.
Kvothe beginnt die Erzählung mit seiner Kindheit als Edema Ruh, eine ethnische Gruppe fahrender Schauspieler und Musiker. Er ist extrem intelligent, gebildet und ein besonders begabter Lautenspieler und Sänger. Kvothe beobachtet, wie ein anderer Fahrender namens Abenthy sich durch Rufen des Windes gegen aufdringliche Wachen zur Wehr setzt. Da er den "Namen des Windes" selbst lernen will, lädt er diesen Arkanisten – einen Magier, der an der Universität ausgebildet wurde – ein, sich seiner Gruppe anzuschließen. Abenthy oder kurz Ben beginnt, Kvothe zu unterrichten: in "Botanik, Astronomie, Psychologie, Anatomie, Alchemie und Chemie", aber auch Geschichte und Arithmetik, und ihn mit der Sympathie, einer Form der Magie, vertraut zu machen. Einige Zeit später verlässt Ben jedoch die Truppe, um einer reichen und attraktiven Witwe den Hof zu machen. Kvothe hinterlässt er ein Buch mit einer Widmung, die dieser später als Empfehlung für die Universität nutzen kann.
Ein neues Musikstück von Kvothes Vater über die „Chandrian“, eine Gruppe mysteriöser Wesen, führt dazu, dass diese die Truppe überfallen und alle Truppenmitglieder ermorden. Kvothe selbst wird verschont, da er sich zur Tatzeit im Wald herumtreibt. Der Mord an seinen Eltern traumatisiert Kvothe, der zunächst im Wald Trost im Lautenspiel sucht, sich dann in die Hafenstadt Tarbean durchschlägt und dort drei Jahre als Straßenkind verbringt.
Nachdem ihm der Geschichtenerzähler Skarpi eine Geschichte über die Feinde der Chandrian erzählt, macht Kvothe sich auf den Weg zur Universität, in deren Bibliothek Kvothe sich Informationen über die Chandrian und deren Feinde erhofft. Nach seiner Aufnahme in die Universität gewinnt Kvothe Freunde und zeichnet sich als hervorragender Student aus, aber konstanter Geldmangel, Rivalitäten mit dem reichen Studenten Ambrose Jakis und ein Hausverbot in der Bibliothek erschweren seine Studien und Nachforschungen. Er beginnt eine scheinbar harmlose Freundschaft mit der Musikerin Denna, die immer wieder vorübergehend verschwindet. Als er von einem neuen Überfall der Chandrian hört, eilt er an den Ort des Geschehens. Dort tötet er ein drachenartiges Tier und rettet so eine kleinere Stadt.
Der Roman endet in dem Gasthaus Kotes, wo die Erzählung durch den Angriff von einem desertierten Soldaten unterbrochen wird. Dabei wird deutlich, dass Kote die magischen Fähigkeiten Kvothes nicht mehr einsetzen kann. Der Assistent und Schüler Kvothes, ein Feenprinz namens Bast, offenbart dem Chronisten, dass er ihn hergelockt habe, um Kvothe durch die Erzählung seiner Heldentaten an seine alte Stärke zu erinnern.

## Film
Lions Gate plant, die Königsmörder-Chronik als Film umzusetzen. Das gab Rothfuss am 1. Oktober 2015 in seinem Blog bekannt, nachdem zuvor eine Umsetzung durch 20th Century Fox gescheitert war. Neben dem Film sollen zusätzlich eine TV-Serie und ein Videospiel entwickelt werden.

## Auszeichnungen
- Phantastik Preis 2009 in der Kategorie "Bester Internationaler Roman" – Königsmörder-Chronik: Patrick Rothfuss gewinnt Phantastik Preis 2009
- Quill Book Award in der Kategorie Science Fiction, Fantasy, Horror. 2007
- Best Books of the Year – Publishers Weekly in der Kategorie Science Fiction, Fantasy, Horror. 2007
- Best Book of 2007 – FantasyLiterature.net. 2007